# Protentomon hellenicum
Protentomon hellenicum är en urinsektsart som beskrevs av Josef Nosek 1976. Protentomon hellenicum ingår i släktet Protentomon och familjen Protentomidae. Inga underarter finns listade i Catalogue of Life.